# Мињанего
Мињанего (итал. Mignanego) је насеље у Италији у округу Ђенова, региону Лигурија.
Према процени из 2011. у насељу је живело 1603 становника. Насеље се налази на надморској висини од 176 м.

## Становништво
Према резултатима пописа становништва 2011. у општини је живело 3.756 становника.
| 1936. | 1951. | 1961. | 1971. | 1981. | 1991. | 2001. | 2011. |
| ----- | ----- | ----- | ----- | ----- | ----- | ----- | ----- |
| 3.045 | 3.612 | 3.339 | 3.243 | 3.393 | 3.417 | 3.515 | 3.756 |